# This Is It (singel)
This Is It – singel Michaela Jacksona z albumu This Is It. Utwór zawiera chórki nagrane przez braci Michaela, The Jacksons. Piosenka została napisana w 1983 roku przez Michaela Jacksona i Paula Ankę. Jackson oddał kawałek Sa-Fire, która nagrała go i umieściła na swoim albumie I Wasn’t Born Yesterday w 1991 roku.
10 października 2009 roku Sony na swojej stronie opublikowało 43-sekundowy fragment oryginalnej wersji śpiewanej przez króla popu.
Premiera pełnego utworu miała miejsce 12 października o północy na oficjalnej stronie artysty.

## Lista utworów
EP
1. This Is It (Album Version)
2. This Is It (Orchestra Version)
3. She’s Out of My Life (Demo)
4. Wanna Be Startin’ Somethin’ (Demo)
5. Beat It (Demo)
6. Planet Earth (Poem)

Promo CD
1. This Is It – 3:37
2. This Is It (Orchestra Single Version) – 3:43
3. This Is It (Extended Orchestra Version) – 4:39

## Notowania
| Lista (2009)                                 | Najwyższa pozycja |
| -------------------------------------------- | ----------------- |
| Lista przebojów Marka Niedźwieckiego         | 1                 |
| POPlista                                     | 4                 |
| Lista przebojów Programu Trzeciego           | 27                |
| Czech Radio Top 100                          | 29                |
| Dutch Singles Chart                          | 30                |
| Japan Hot 100                                | 5                 |
| Japan Adult Contemporary Airplay             | 1                 |
| Spanish Singles Chart                        | 25                |
| UK Airplay Chart                             | 16                |
| U.S. Billboard Hot Adult Contemporary Tracks | 18                |
| U.S. Billboard Hot R&B/Hip-Hop Songs         | 18                |